# Eibelstadt
Eibelstadt é um município da Alemanha, situado no distrito de Würzburgo, no estado da Baviera. Tem 7,07 km² de área, e sua população em 2019 foi estimada em 3.065 habitantes.